# Chulalongkorn

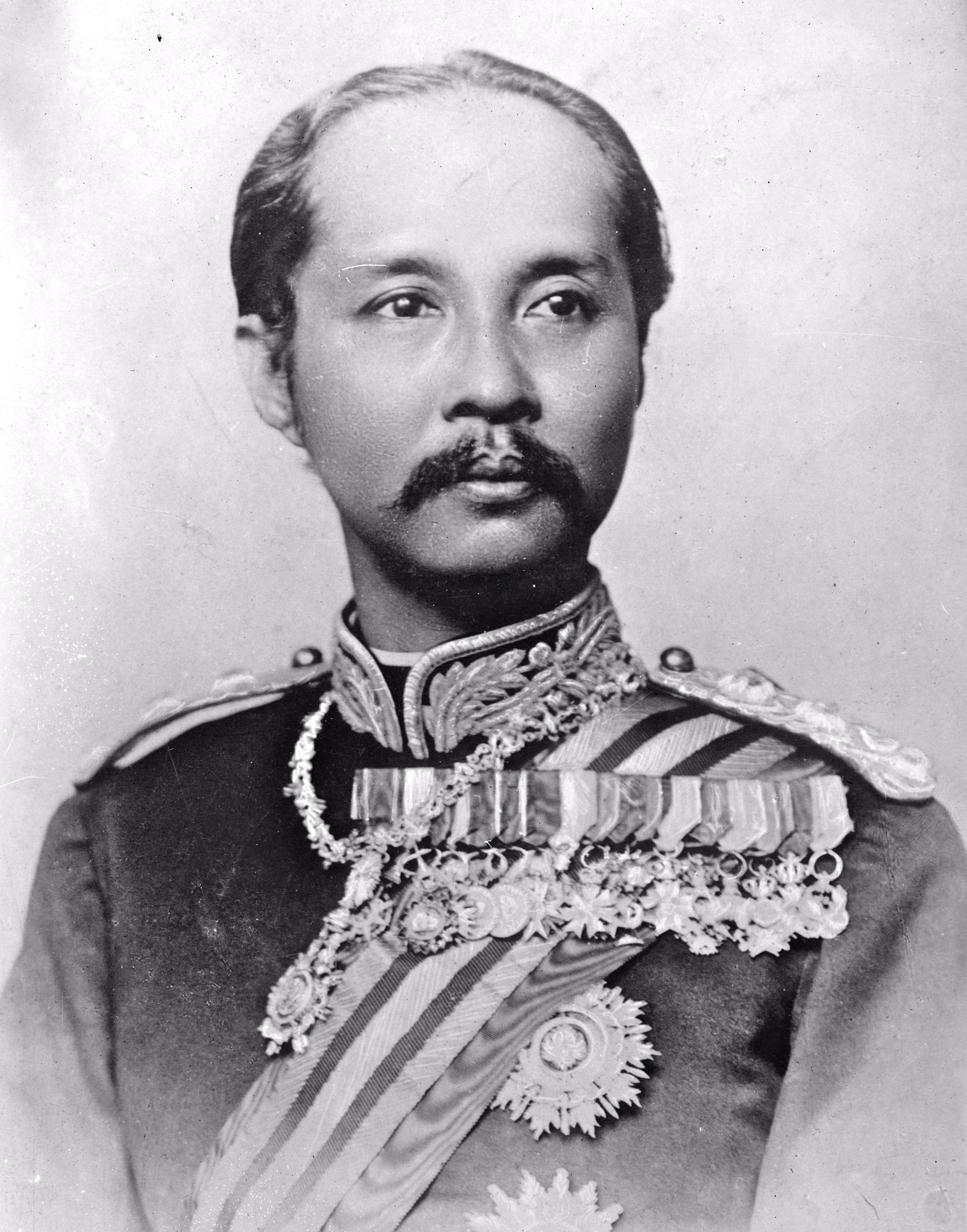
König Chulalongkorn

Chulalongkorn (Aussprache: [t͡ɕùlaːloŋkɔːn]) oder Rama V. (* 20. September 1853 in Bangkok; † 23. Oktober 1910 ebenda) war von 1868 bis zu seinem Tod König von Siam, dem heutigen Thailand. Während seiner 42-jährigen Regierungszeit öffnete sich Siam weiter dem Westen, modernisierte sein Militär, Verwaltungssystem, Bildungs- und Rechtswesen, baute die Infrastruktur aus und schaffte die Leibeigenschaft ab. Im Jahre 1873 schaffte er auch die bis dahin übliche Niederwerfung auf den Boden vor Angehörigen des Königshauses ab, sie mussten sich als Zeichen des Respekts nur noch verbeugen. Er ist neben Bhumibol Adulyadej der in der Bevölkerung bis heute meist verehrte Monarch in Thailand.

## Name

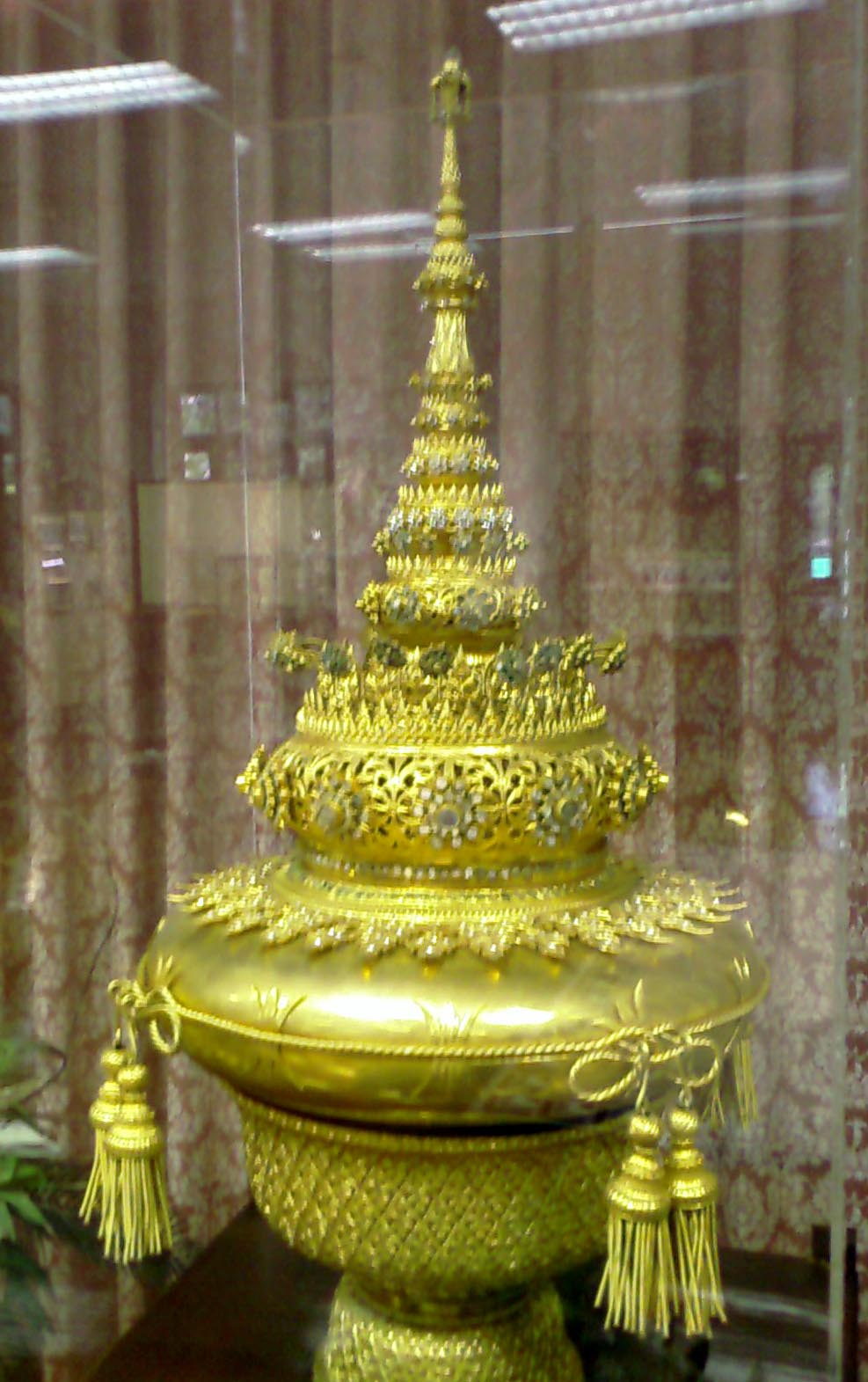
Nachbildung eines Phra-Kiao-Krönchens (oder cuḷālaṅkaraṇa), auf das der Name Chulalongkorn zurückgeht.

Wie andere thailändische Könige wird auch dieser mit verschiedenen Namen bezeichnet, was zu Verwirrungen führen kann. Chulalongkorn ist der Name bzw. Namensbestandteil, den er ab seiner Geburt führte. ‚Chulalongkorn‘ (Pali cuḷālaṅkaraṇa, von cūḷa ‚Haarknoten‘ oder ‚Kopfschmuck‘ und alaṅkaraṇa ‚Ornament‘) bezeichnet eine Art Krone, die junge hochrangige Prinzen trugen (thailändisch Phra Kiao genannt). Eine solche Krone machte Chulalongkorn zu seinem persönlichen Symbol, sie findet sich bis heute etwa stilisiert im Logo der Chulalongkorn-Universität. Bereits als Prinz wurden ihm aber von seinem Vater mehrfach weitere Titel verliehen, mit denen er dann angeredet bzw. bezeichnet wurde.
Als König nahm er den Thronnamen Phra Bat Somdet (Phra Paraminthara Maha Chulalongkorn) Phra Chunlachom Klao Chao Yu Hua an, unter dem er bis heute in thailändischen Dokumenten, Veröffentlichungen und Geschichtswerken bezeichnet wird (der Teil in Klammern kann abgekürzt werden). Er unterschrieb aber selbst mit จุฬาลงกรณ์ ป.ร. Chulalongkorn Po.Ro., wobei das Po.Ro. für ParamaRachathirat (etwa „höchster König der Könige“) steht. Auch im Ausland ließ er sich weiterhin Chulalongkorn nennen, weshalb dies in westlicher Literatur der verbreitetste Name für diesen König ist. So heißen auch die nach ihm benannten Universitäten Chulalongkorn-Universität und Maha-Chulalongkorn-rajavidyalaya. Der Thronname wird dagegen im Namen des ebenfalls nach ihm benannten Orden von Chula Chom Klao und der Chulachomklao-Militärakademie verwendet.
Postum verlieh sein Sohn Vajiravudh ihm den Beinamen Piyamaharat (ปิยมหาราช „geliebter großer König“), der sich auch im Namen des Feiertags Wan Piyamaharat (englisch dagegen meist Chulalongkorn Day) am 23. Oktober (seinem Todestag) findet. Westlichen Ausländern empfahl Vajiravudh, der Einfachheit halber alle Könige der Chakri-Dynastie mit Rama sowie der jeweiligen Ordnungszahl zu bezeichnen. Demnach ist Chulalongkorn Rama V. Weitere, informelle Bezeichnungen, die viele Thailänder vor allem in der mündlichen Kommunikation verwenden, sind Ratchakan thi Ha („die fünfte Regierungszeit“), Ro. Ha („R. fünf“), Sadet Pho („Königlicher Vater“) oder Phra Piya („geliebter Herrscher“).

## Jugend

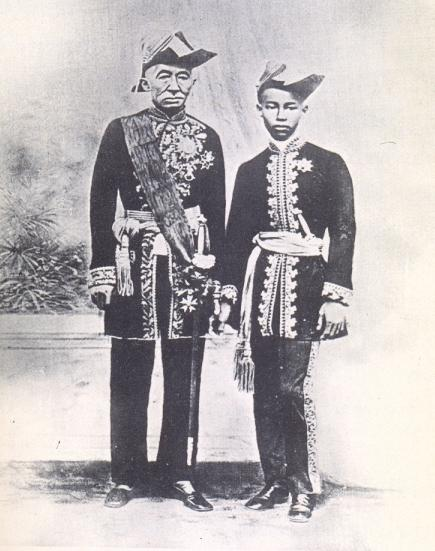
Prinz Chulalongkorn mit seinem Vater König Mongkut

Chulalongkorn war der älteste Sohn von König Mongkut (Rama IV.) mit dessen Hauptfrau Königin Debsirindra. Er hatte drei Voll- und zahlreiche Halbgeschwister. Der Prinz bekam im Alter von acht Jahren den Titel Krommamuen Pikhanesuan Surasangkat verliehen. Er erhielt eine breitgefächerte Bildung, teils nach siamesischem, teils nach westlichem Modell. Unter anderem wurde er von Anna Leonowens in englischer Sprache unterrichtet. Mit 11 Jahren wurde er für sechs Monate Novize im Wat Bowonniwet. Anschließend bekam er einen neuen Titel: Krommakhun Phinit Prachanat. Schon früh ließ ihn Mongkut gewissermaßen als Lehrling an den Regierungsgeschäften teilnehmen.

## Beginn der Regierungszeit

### Phase unter Regentschaft

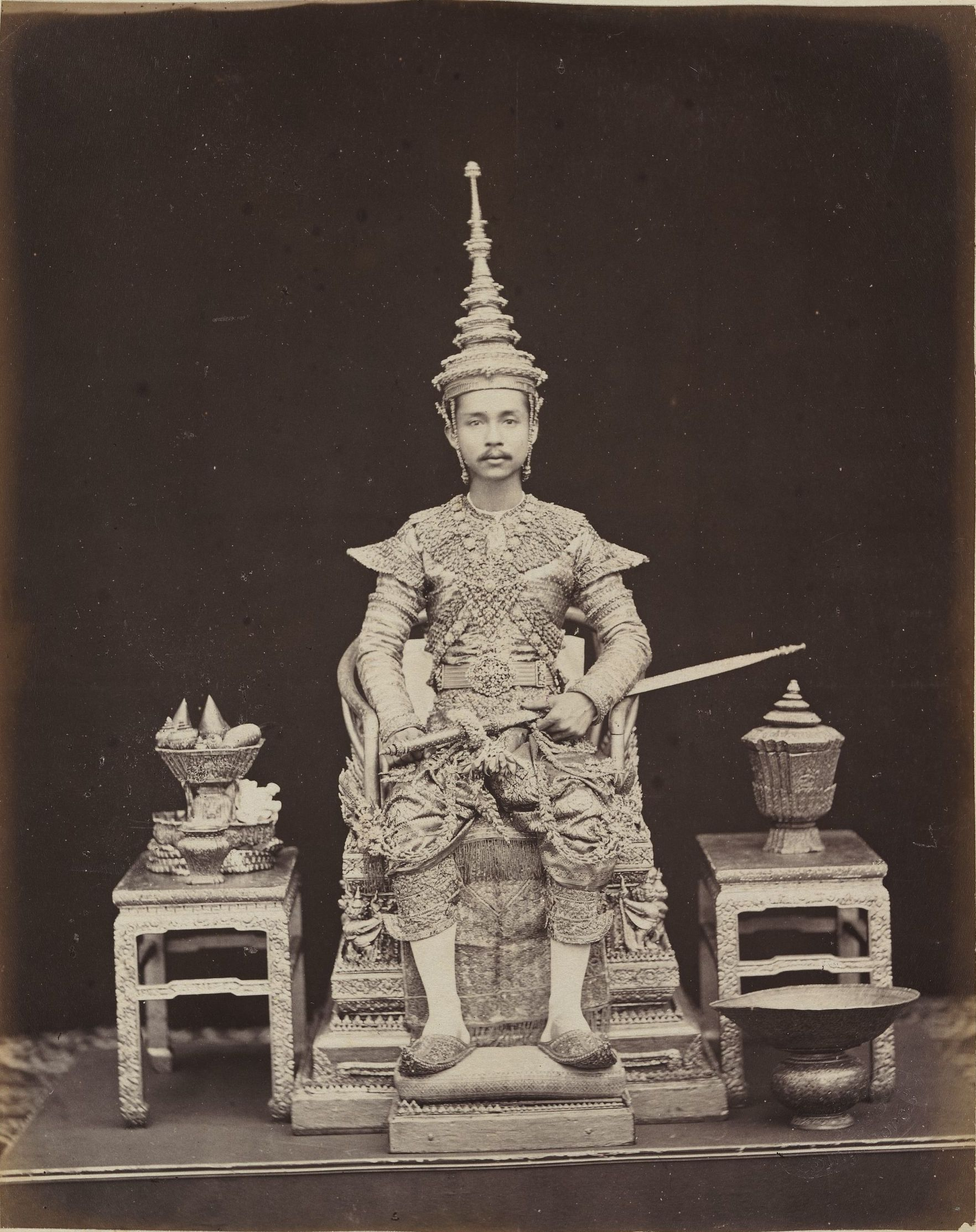
Chulalongkorn bei seiner zweiten Krönung, 1873

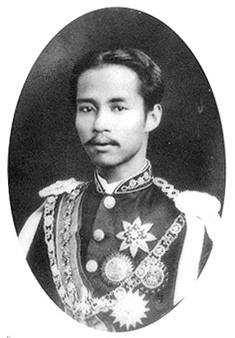
Der junge König Chulalongkorn

Bei der Beobachtung der Sonnenfinsternis vom 18. August 1868 im Dschungel Südthailands infizierten sich der Vater und der 15-jährige Chulalongkorn mit Malaria. König Mongkut starb am 18. Oktober desselben Jahres. Dass ihm sein ältester überlebender standesgemäßer Sohn auf dem Thron folgen würde, wurde von vielen Beobachtern erwartet – insbesondere europäischen Ausländern erschien dies selbstverständlich. Es war aber nicht zwingend, da Siam weder über eine gesetzliche noch eine gewohnheitsrechtliche Thronfolgeregelung verfügte und sein Vater nach dem Tod seines Bruders und „zweiten Königs“ (Uparat) Pinklao keinen Nachfolger bestimmt hatte. Stattdessen entschied ein Großer Rat aus Prinzen, hohen Beamten und Klerikern, wer neuer König würde. Neben Chulalongkorn kam auch sein wesentlich älterer Cousin Prinz Wichaichan, der Sohn Pinklaos, in Betracht.
Auf Betreiben des Kalahom (Chefminister der Südprovinzen und des Militärs) Chaophraya Si Suriyawong (Chuang Bunnag), des höchstrangigen und mächtigsten Ministers seines Vaters, wurde Chulalongkorn zum König gewählt, Si Suriyawong zu seinem Regenten und Wichaichan zum neuen Uparat ernannt. Mit der Bestimmung eines „zweiten Königs“ nahmen der Rat und Si Suriyawong eine Entscheidung vorweg, die eigentlich dem König selbst zukam. Chulalongkorns Gesundheit war zu dieser Zeit noch sehr labil, er erholte sich jedoch wieder. Bis zu seiner Volljährigkeit und eigentlichen Krönung im November 1873 lag die Macht bei dem Regenten.
Schon früh interessierte sich Chulalongkorn für die Situation im Ausland. Im März und April 1871 besuchte er die zum niederländischen Kolonialreich gehörende Insel Java und die britische Kolonie Singapur, im Dezember desselben Jahres führte ihn eine Reise nach Britisch-Indien und Birma, um dort die europäisch geprägte Verwaltung kennenzulernen. Der britische Generalkonsul Thomas George Knox begleitete ihn dabei, ebenso wie eine vom König handverlesene Gruppe junger Prinzen und Aristokraten. Diese bildeten später den Kern von Chulalongkorns politischem Unterstützerkreis, der als Partei „Junges Siam“ bezeichnet wird.

### Erste Reformen
Noch während er unter Regentschaft stand, bemühte sich Chulalongkorn, das siamesische Finanzwesen zu modernisieren und zentralisieren. Bis dahin gingen viele staatliche Einnahmen an verschiedene Behörden und Ministerien, die unter Kontrolle mächtiger aristokratischer Familien (zum Beispiel der Bunnags) standen, nicht aber an den königlichen Haushalt. Auch das System der Steuerpacht erwies sich als ineffizient, viele Steuerpächter erbrachten nicht die geschuldeten Zahlungen. Noch 1870 gründete der junge König ein Amt für Rechnungsprüfung. Nach seiner Volljährigkeit 1873 errichtete er die nach europäischem Vorbild organisierte Finanzbehörde Ho Ratsadakon Phiphat (หอรัษฎากรพิพัฒน์; wörtlich: „Halle der Steueraufkommensentwicklung“), Vorläuferin des heutigen thailändischen Finanzministeriums. Dieses unterstellte die Steuerpächter einer strengeren Aufsicht und sollte Absprachen zwischen den Pächtern und ihren Aufsehern zulasten der Kasse des Königs verhindern.
Eine weitere einschneidende Veränderung in der Staatsorganisation war die Gründung des „Staatsrats“ (สภาที่ปฤกษาราชการแผ่นดิน, Sapha thi prueksa ratchakan phaen din, wörtlich: „Rat zur Beratung bei der Regierung des Reiches“) im Mai 1874. Dieser sollte offiziell nur Vorschläge für Reformen erarbeiten, wurde aber zum zentralen gesetzgeberischen und administrativen Organ der absolutistischen Herrschaft Chulalongkorns. Vorbild war vermutlich der französische Conseil d’État zur Zeit Napoleon Bonapartes. Die wichtigsten Punkte auf der Agenda des Rats waren die Abschaffung der Fronarbeit und Sklaverei sowie das Verbot des Glücksspiels, das der häufigste Grund für den Fall in Schuldknechtschaft war. Im August 1874 folgte die Einführung eines Kronrats, dessen (zunächst 49) Mitglieder den König persönlich beraten sollten.

### Zwischenfall vom Vorderpalast
Diese radikalen Reformen stießen auf Ablehnung und Unmut traditioneller aristokratischer Eliten, die um ihre angestammten Pfründen fürchteten. Bereits ein Jahr nach der Übernahme der Regierungsgeschäfte durch Chulalongkorn kam es zu einer politischen Krise. Sie wird nach der Residenz des Uparat („zweiten Königs“) als „Zwischenfall vom Vorderpalast“ bezeichnet. Der Uparat unterhielt zu dieser Zeit seine eigene Garde, die auf dem Gelände seines Palasts Quartier bezog. Nach der Explosion eines Pulverturms und dem Ausbruch eines Feuers auf dem Gelände des Großen Palasts, der Residenz Chulalongkorns, marschierten die bewaffneten Truppen des Vizekönigs vor dessen Mauern auf, vorgeblich um beim Löschen zu helfen. Der König befürchtete jedoch eine Palastrevolte zugunsten Wichaichans, seine Garde wies die Einheiten des Uparats ab und löschte den Brand selbst. Wichaichan, der eine Vergeltungsaktion von Seiten Chulalongkorns fürchtete, floh in das britische Konsulat. Siam stand kurz vor einem Bürgerkrieg. Nach Vermittlung des britischen Gouverneurs der Straits Settlements konnte Wichaichan in den Vorderpalast zurückkehren, musste jedoch die Vorrechte eines „zweiten Königs“ aufgeben. Hintergrund der Krise war vermutlich der Konflikt zwischen den Anhängern Chulalongkorns, die seine Reformen befürworteten, und konservativen Eliten, die Wichaichan unterstützten.
Obwohl der König scheinbar als Sieger aus dem Konflikt hervorgegangen war, zeigte er ihm, wie dünn seine Machtbasis und wie gefährlich seine rasche Reformpolitik war. In der Folge verschob er viele seiner Umgestaltungsprojekte auf lange Zeit. Die Räte hörten zunächst auf zu tagen, die fiskalischen Reformen wurden vorerst nicht umgesetzt und auch die Sklaverei bestand noch über zwei Jahrzehnte fort. Chulalongkorn forderte seine jungen Unterstützer auf, den etablierten Notabeln mit mehr Respekt zu begegnen, ihre „Gesellschaft des Jungen Siam“ und die dazugehörige Zeitung zu schließen.

## Politik

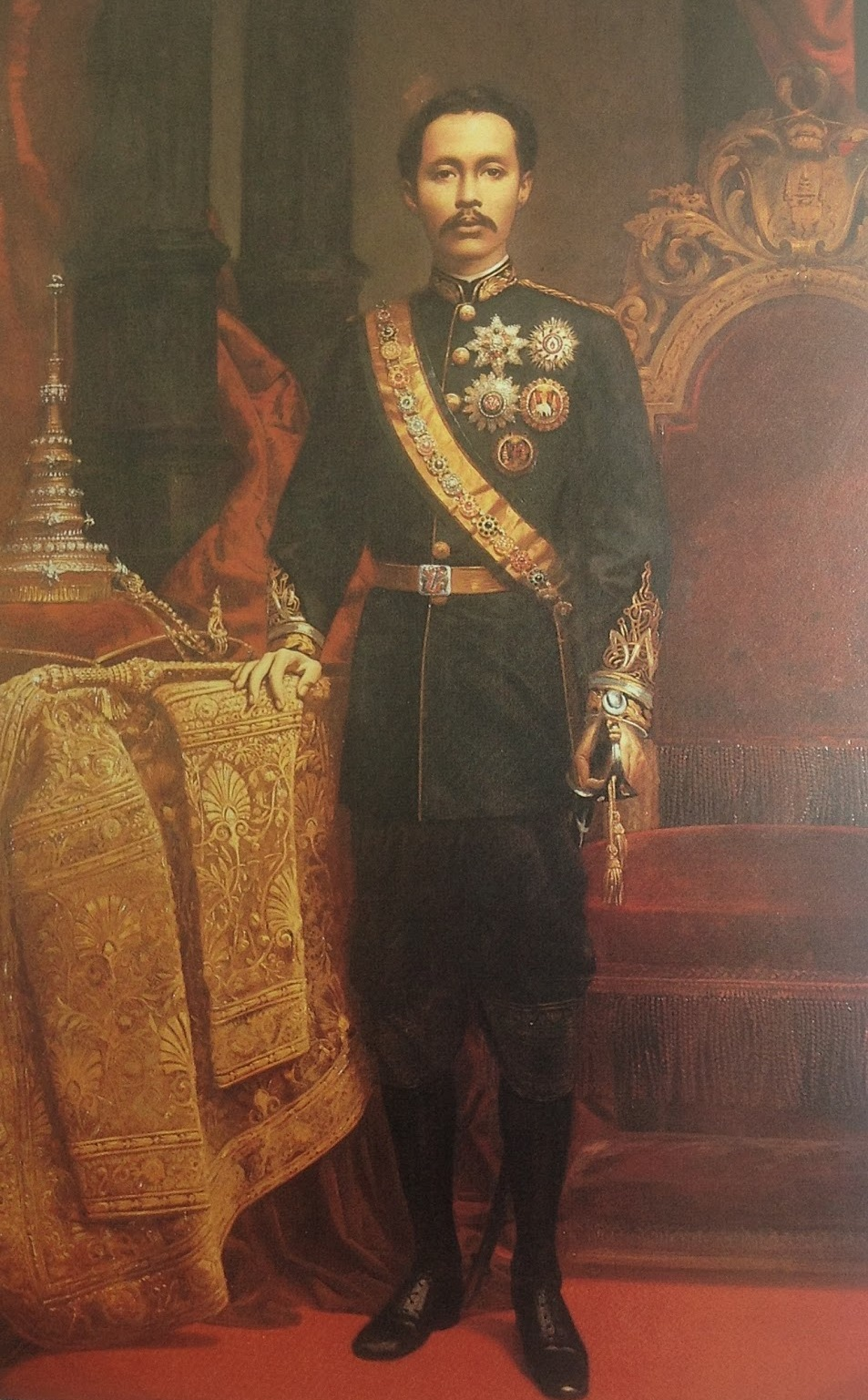
Offizielles Porträt Ramas V. im Großen Palast

Bei der 100-Jahr-Feier zum Bestehen der Chakri-Dynastie im Jahr 1882, nur 14 Jahre nach dem Tod seines Vaters, wurden fünf bedeutende Errungenschaften König Chulalongkorns für Siam bis zu diesem Zeitpunkt erwähnt:
1. die allmähliche Gleichberechtigung bestimmter Klassen von Sklaven (im Jahr 1905 wurde die Sklaverei endgültig abgeschafft und verboten),
2. die Abschaffung der Niederwerfung vor dem König,
3. die Garantie für Regierungsbeamte, dem König schriftlich ihre Meinung zukommen lassen zu dürfen,
4. die Verbesserung der Beziehungen zum Ausland,
5. die Erweiterung des Wat Phra Kaeo.

Des Weiteren hatte er bereits eine Bildungsreform angestoßen, das Anlegen neuer Reisfelder unterstützt und die Wirtschaft durch das Graben neuer Kanäle angekurbelt.

### Außenpolitik

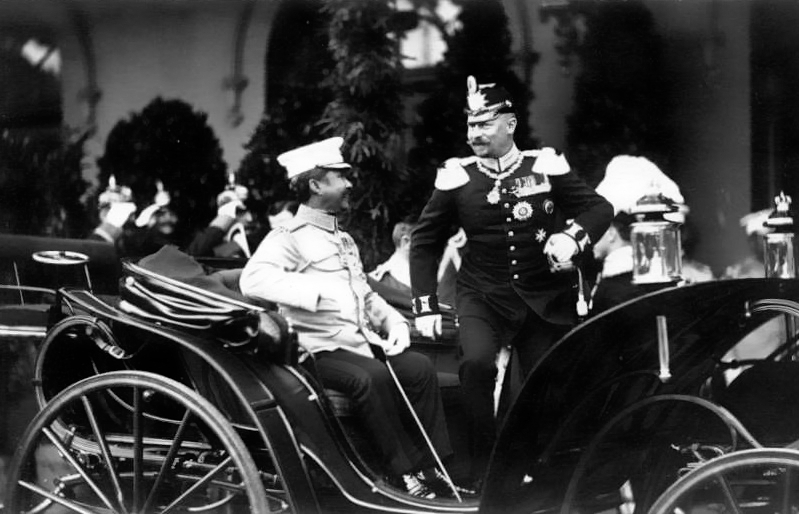
Chulalongkorn im August 1907 mit dem braunschweigischen Regenten Johann Albrecht vor dem Bahnhof in Braunschweig.

Chulalongkorn galt als sehr erfolgreicher Außenpolitiker. Er knüpfte als erster König Siams direkte Kontakte zu den europäischen Königshäusern. Zwei Reisen führten ihn 1897, wo er u. a am 18. Mai in der Schweiz weilte, und 1907 nach Europa, unter anderem auch nach Deutschland, wo er in Heidelberg beispielsweise seinen Sohn Prinz Rangsit besuchte, der dort von 1905 bis 1913 studierte und 1912 die Heidelbergerin Elisabeth Scharnberger heiratete.
Das erste siamesische Filmdokument zeigt die Ankunft des Königs Chulalongkorn in Bern am 25. Mai 1897. Im Jahr 1900 wurde von Prinz Sanbhassatra, dem jüngeren Bruder des Königs, der erste Film in Thailand selbst gedreht.
In seinen 42 Regierungsjahren wurde Siam als Staat umfassend modernisiert, der seine Unabhängigkeit gegen den starken Druck von Großbritannien und Frankreich verteidigen konnte und der seine Verwaltung und sein Wirtschaftssystem wesentlich fortentwickelt hatte. Alle Nachbarn Siams wurden kolonisiert, Rama V. konnte durch die Übergabe kleinerer Teile des Reiches die Integrität Siams bewahren: Teile von Laos wurden Bestandteil der französischen Kolonie Indochina, vier südliche Provinzen wurden als Unfederated Malay States britisches Protektorat. Siam bildete einen akzeptierten Pufferstaat zwischen den Kolonialgebieten Südostasiens.

### Innenpolitik
Große Umwälzungen im Staats- und Regierungsapparat wurden in den Jahren 1887 bis 1892 eingeleitet, wobei 1892 als das große Reformjahr gilt. Diese Reformen waren nicht zuletzt eine Antwort auf die zunehmende Bedrohung durch die britischen und französischen Kolonialmächte, die ihre Herrschaft über sämtliche Nachbarstaaten gesichert hatten. Siam musste eine starke Großnation werden, und so wurden durch Verwaltungsreformen auch die Verbindungen zu den Vasallenstaaten im Norden und Nordosten verstärkt. Aus strategischen Gründen wurde der Bau von Eisenbahnstrecken in diese Landesteile angestoßen.
Im April 1882 ernannte König Chulalongkorn (als weiterhin absoluter Monarch, der keinerlei Macht delegierte) ein neues Kabinett aus zwölf Mitgliedern, die loyal zu ihm standen, darunter neun (Halb-)Brüder von ihm.

Chulalongkorn (Mitte) mit seinen Halbbrüdern, Außenminister Prinz Devawongse (links) und Innenminister Prinz Damrong (rechts)

Ab 1892 führte Chulalongkorn das Thesaphiban-System zur Verwaltung des Landes ein und veränderte damit den Staatsaufbau des Reiches nachhaltig. Bis dahin hatten Siams tributpflichtige Fürstentümer und Stadtstaaten (Müang) verschiedene Grade von Autonomie, abhängig von ihrer Größe und Entfernung von Bangkok, und wurden von eigenen Dynastien regiert. Das entsprach dem traditionellen südostasiatischen Mandala-System der Machtausübung und nicht dem Modell der Territorialstaaten, wie es sie in Europa gab. Chulalongkorn und sein Halbbruder und Innenminister (Mahatthai) Prinz Damrong Rajanubhab unterstellten nun das ganze Land nach westlichem Modell direkt der Zentralregierung. Sie bildeten Provinzen (Changwat), die zu großen Kreisen (Monthon) zusammengefasst wurden. Diese Verwaltungseinheiten wurden forthin von Bevollmächtigten des Innenministeriums beaufsichtigt.

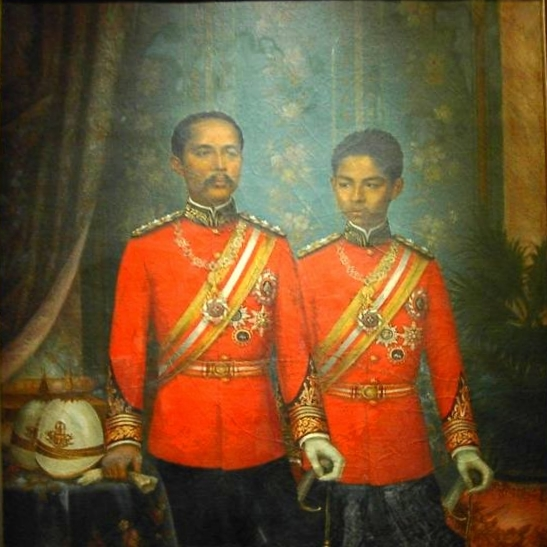
König Chulalongkorn mit seinem Sohn, Kronprinz Maha Vajirunhis (1878–95); Porträt im National History Museum, Bangkok

Eine größere Kabinettsumbildung gab es 1896. Die Hauptposten gingen wieder an Halbbrüder des Königs: Damrong (Inneres), Mahit (Finanzen und Landwirtschaft), Phithayalap (Palast und Öffentlichkeitsarbeit), Devawongse (Auswärtiges), Naris (Armee) und Naret (lokale Administration / Local Government). Neu hinzu kam 1897 der junge Prinz Rabi Badhanasakti, der frisch von seinem Studium in Oxford zurückgekehrt war und Justizminister wurde. Er war damit der erste von Chulalongkorns Söhnen, der einen Ministerrang erhielt, und gilt heute als Vater des thailändischen Rechts. Er modernisierte das Rechtssystems gemeinsam mit dem belgischen Juristen Gustave Rolin-Jaequemyns, der ab 1892 als Hauptberater Chulalongkorns diente und dem dieser den hohen feudalen Ehrentitel Chao Phaya Abhai Raja verlieh.

### Frage der Thronfolge
König Chulalongkorn schaffte nach dem Tod seines Vizekönigs (Uparat) Prinz Wichaichan im Jahr 1885 das Amt des Vizekönigs ab und führte stattdessen die Ernennung eines Thronnachfolgers als Kronprinzen ein. Im Januar 1887 setzte er den neunjährigen Chaofa-Prinzen Vajirunhis als Siams ersten Kronprinzen (sayam makut ratchakuman) ein. Nach dem Tod des jungen Kronprinzen am 4. Januar 1895 erklärte der König seinen vierzehnjährigen Sohn Vajiravudh (der spätere König Rama VI.) zum neuen Kronprinzen.

### Bildungspolitik
Die Bildungsanstrengungen seiner Vorgänger setzte Rama V. fort. Hervorragende Schüler wurden ohne Ansehen ihrer Herkunft mit Stipendien versehen und nach Europa (England, Dänemark, Deutschland, Russland) geschickt. Auch ließ er königliche Schulen für die Bevölkerung bauen. Die Einführung der englischen Sprache als Unterrichtsfach förderte das Verständnis für die westliche Kultur. Bei seinen vielen teils überraschenden und manchmal auch anonymen Reisen durch das Land konnte der König viele Schwachstellen in der Verwaltung und in der Rechtspflege aufdecken und beheben. So entstanden viele kleine Reformen und Verbesserungen, die den Status der Verwaltung stärkten und das Vertrauen der Bevölkerung in den Staat, insbesondere in die Monarchie, festigten.

### Religionspolitik
Chulalongkorn war dem Buddhismus sehr tief verbunden. Gleichwohl lag ihm die Missionierung Andersgläubiger fern, im Gegenteil sorgte er durch Landschenkungen dafür, dass christliche Kirchen und Moscheen gebaut werden konnten. Es herrschte Religionsfreiheit.

### Ausbau der Infrastruktur
Der König betrieb auch eine konsequente Modernisierungspolitik. Zahlreiche ausländische Berater wurden für Siam tätig, hauptsächlich in der Verwaltung und beim technischen Ausbau des Landes. Während der frühen 1890er Jahre erhielt Siam Hilfe bei zahlreichen Entwicklungsprojekten von mehr als hundert ausländischen technischen Spezialisten. Die meisten waren Briten, Dänen und Deutsche. (Es gab französische Missionare und diplomatische Vertreter, jedoch keine technischen Berater.)
Das thailändische Eisenbahnnetz wurde mit deutschem technischen Personal und zahlreichen chinesischen Arbeitern gebaut. 1891 vollführte er den ersten Spatenstich für die erste Eisenbahnstrecke des Landes (Bangkok–Samut Prakan). Bei seinem Tod, 19 Jahre später, gab es bereits 774 Kilometer Bahnstrecken.
Im Jahr 1897 arbeiteten folgende Ausländer im siamesischen Staatsdienst: 54 Engländer, 20 Dänen, 18 Deutsche, 9 Belgier, sieben Italiener und ein paar Niederländer, Österreicher, Amerikaner, Portugiesen und Schweizer. Die Verwaltungsreformen König Chulalongkorns verbesserten auch das Polizeiwesen sowie den Post- und Telegrafendienst. Die erste Telefonverbindung entstand 1881. Das Gerichtswesen wurde reformiert. Das Provinzialgerichte-Gesetz von 1896 brachte das gesamte Gerichtswesen auf Provinzialebene unter Bangkoks Aufsicht.
Außerdem erfolgte unter König Chulalongkorn der Bau von Krankenhäusern, wobei das erste Krankenhaus des Landes, das nach Chulalongkorns als Kleinkind verstorbenem Sohn benannte Siriraj-Krankenhaus, erst nach jahrelangen Auseinandersetzungen gebaut und 1896 eröffnet werden konnte. Die meisten Thais waren Anhänger der Kräuterheilkunde und daher skeptisch gegenüber westlicher Medizin. Außerdem fehlte es zunächst noch an qualifizierten, thailändischen Ärzten, die das Vertrauen der Bevölkerung hätten festigen können.

## Auslandsreisen

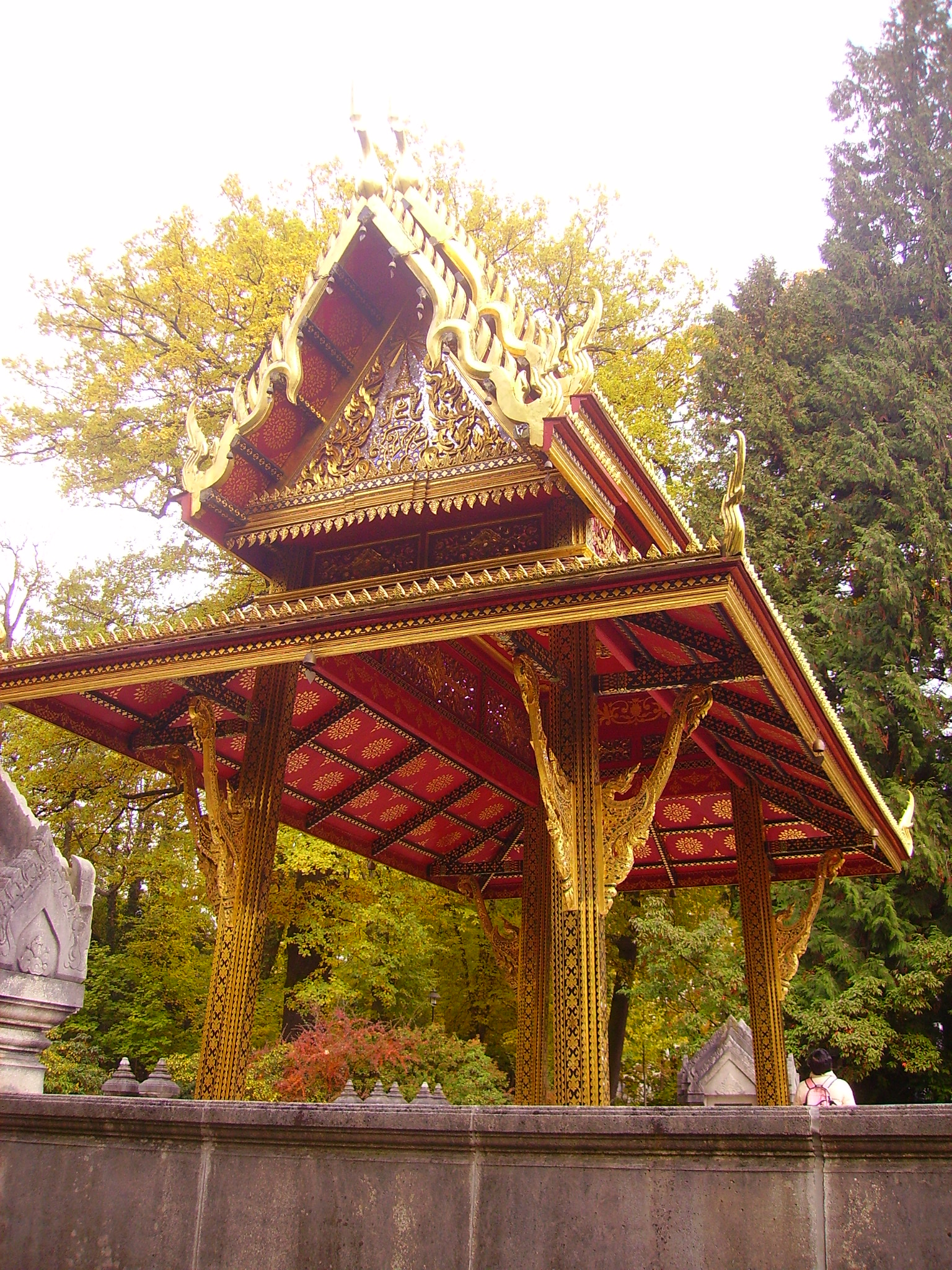
Von Chulalongkorn gestifteter Siamesischer Pavillon im Kurpark von Bad Homburg.

- 9. März 1871 bis 15. April 1871: Singapur und Batavia
- Zweite Reise (frühe 1870er Jahre): Singapur, Malakka, Penang, Moulmein (Mon-Staat, heute Mawlamyaing/Myanmar), Rangun, Indien (Kalkutta, Delhi, Agra, Lucknow, Cawnpore, Bombay, Benares)
- 1897 (Anfang April bis 16. Dezember 1897): Erste Europareise über Colombo, Aden und Port Said. Ankunft in Venedig am 14. Mai 1897.
  - Reiseziele: Genf, Turin, Florenz, Rom, Wien, Budapest, Warschau, St. Petersburg, London, Hamburg, Essen, Dresden, Den Haag, Brüssel, Paris sowie eine Menge kleinerer Städte.
  - Während dieser neun Monate war Königin Saowapha als Regentin eingesetzt. Zahlreiche Briefe und Telegramme des Königs von dieser Reise sind erhalten.
- 1907 (März bis November): Zweite Europareise (Kronprinz Vajiravudh war in dieser Zeit Regent, jedoch musste man König Chulalongkorn während seiner Abwesenheit alle politischen Entscheidungen telegrafisch mitteilen und seine Zustimmung abwarten. Zahlreiche Briefe des Königs von dieser Reise wurden übersetzt und sind als Buch erschienen, siehe unten)
  - Reiseziele unter anderem Genua, Bad Homburg vor der Höhe, Kopenhagen und das Nordkap.[21]

## Der Innere Palast
Der Innere Palast oder auch die Innere Stadt (auf Thai Khang nai oder Fai nai, „das Innere“) waren ein geografischer, institutioneller und sozialer Ort, wo ausschließlich Frauen residierten oder wohnten, die in irgendeiner Verbindung zum König standen. Während der Hochzeit des Inneren Palastes befanden sich hier etwa 3.000 Frauen, wobei Männer – bis auf den König, dessen Privatquartiere sich im Inneren Palast befanden, sowie dessen Söhne unter 11 Jahren – grundsätzlich Zutrittsverbot hatten. Es handelte sich also um einen Harem, dreifach größer als die umfangreichsten Harems des Osmanischen Reiches.
Chulalongkorn hatte insgesamt 153 Ehefrauen, von denen ihm 35 Frauen 76 Kinder gebaren. Die anderen (weiblichen) Bewohner des Inneren Palastes waren unter anderem Konkubinen, Wachposten, Richterinnen, Geldverleiherinnen, Köchinnen, Dienerinnen und Sklavinnen.

## Das Erbe von Chulalongkorn

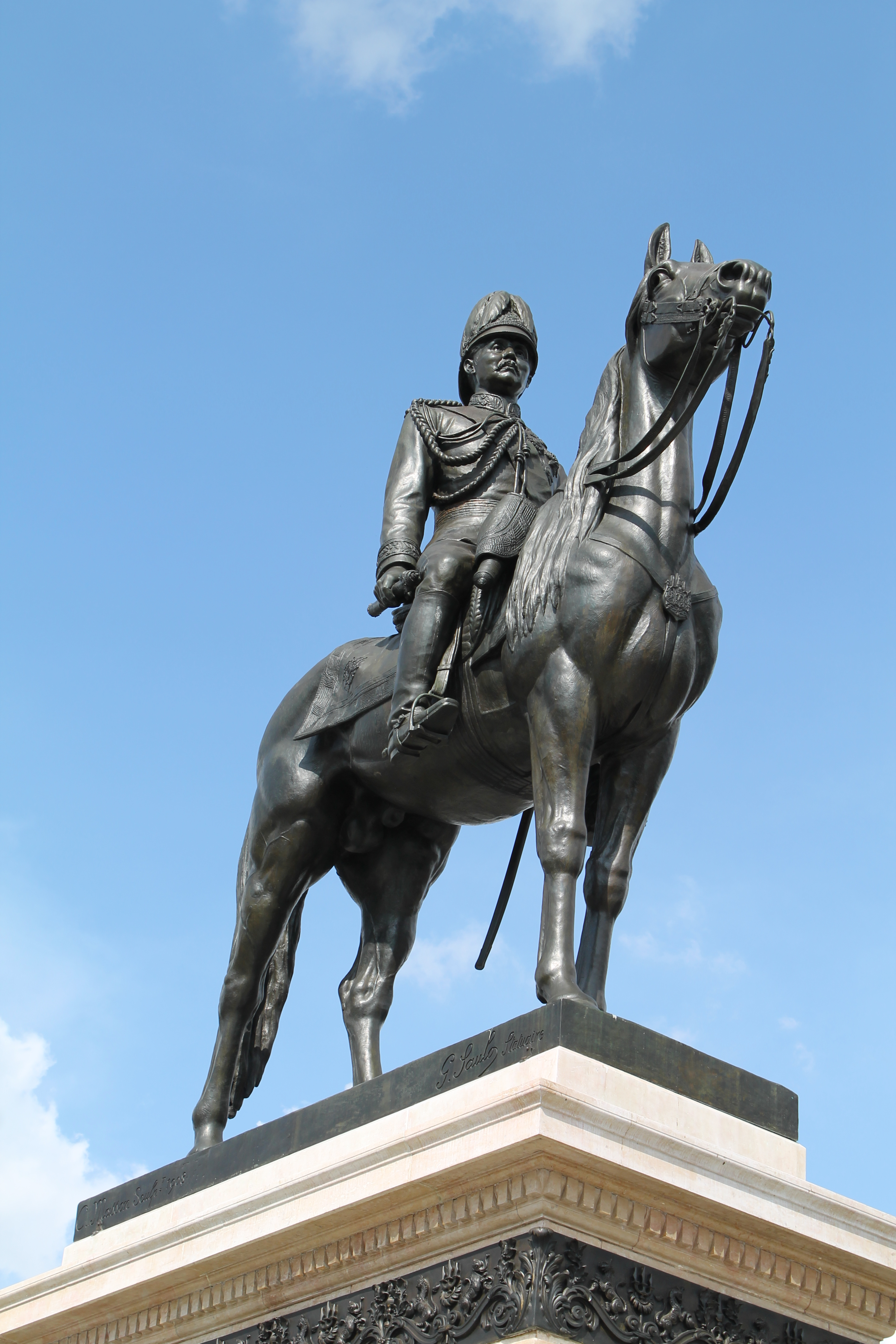
Reiterstandbild von Rama V. vor dem Dusit-Palast in Bangkok.

Er hinterließ seinem Sohn Vajiravudh (Rama VI.), der bereits in England studiert hatte, einen modernen Staat mit vielfältigen Möglichkeiten zur Entfaltung des einzelnen Bürgers. Chulalongkorn ist in seinem Heimatland auch heute noch eine der meistverehrten Persönlichkeiten der thailändischen Geschichte.

## Nachwirkung
Bereits zu seinen Lebzeiten wurde 1908 ein Reiterstandbild Chulalongkorns auf dem großen Platz vor der Anantasamakhom-Thronhalle aufgestellt. Dieses wurde nicht aus öffentlichen Mitteln oder der königlichen Schatulle, sondern aus freiwilligen Spenden seiner Untertanen finanziert. Es zeigt die Züge des Monarchen in einer für die bisherige thailändische Bildhauerkunst ungewöhnlichen Realitätsnähe. Der europäische Einfluss zeigt sich auch darin, dass er auf einem Pferd und nicht auf einem Elefanten (dem traditionellen Symbol der siamesischen Herrscher) dargestellt ist. Nach seinem Tod veranlasste sein Sohn Vajiravudh eine öffentliche Verehrung des Vaters. Dazu erklärte er dessen Todestag am 23. Oktober zum Feiertag (Wan Piyamaharat, wörtlich „Tag des geliebten großen Königs“, englisch meist Chulalongkorn Day genannt). Er ordnete an, dass sich an diesem Tag Schüler, Lehrer und Staatsbedienstete am Reiterstandbild versammeln und Blumenkränze niederlegen sollten. Rama V. wurde als Vater der (von Vajiravudh propagierten) Nation instrumentalisiert.

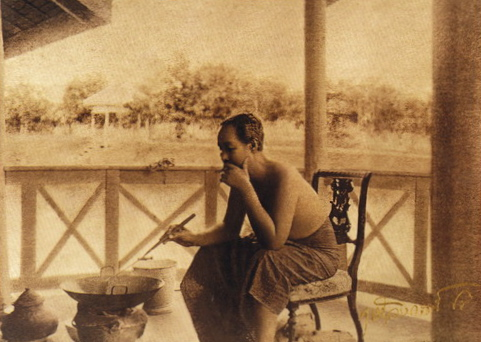
Chulalongkorn beim Kochen. Dieses Bild hängt in vielen thailändischen Restaurants.

In den späten 1980er- und 1990er-Jahren entwickelte sich dann, unabhängig von staatlich verordneten Zeremonien, ein quasi-religiöser Kult um Chulalongkorn. Dieser ging zunächst vor allem von chinesischstämmigen Unternehmern in Bangkok aus, die während des wirtschaftlichen Booms von 1987 bis 1996 reich geworden waren. Sie verehrten den einstigen König als eine Art Schutzgeist, der wirtschaftlichen Wohlstand spenden und als Beistand gegen korrupte Beamte und Schwankungen der Weltwirtschaft angerufen werden konnte. Von Unternehmerkreisen breitete sich dieser neue Chulalongkorn-Kult in die Mittelschicht, die untere Mittelschicht und schließlich die Arbeiterklasse sowie von Bangkok auch in die Provinzen aus. Seither wird Chulalongkorn nicht nur als Vater und Schutzpatron der Nation verehrt, sondern auch um ganz persönliche Vorteile und Erfolg angerufen. Während der Asienkrise kam es wöchentlich, bald sogar zweimal wöchentlich zu Versammlungen und Gebeten an der Statue Chulalongkorns, bei denen diesem nicht nur die traditionellen Blumenkränze, sondern auch Luxusgüter wie Cognac und kubanische Zigarren geopfert wurden. Bilder des Königs sind – vor allem in den Häusern von Stadtbewohnern – weit verbreitet, das Geschäft mit Büchern und Heften mit von ihm verfassten Texten florierte.
Seit 2009 stehen die Archivdokumente von König Chulalongkorn und der Transformation Siams (1868–1910) auf der Liste des UNESCO-Weltdokumentenerbes. Sie befinden sich in der thailändischen Nationalbibliothek und im Nationalarchiv. Anlässlich Chulalongkorns 100. Todestags wurde 2010 eine dem König gewidmete Gedenkausstellung im Thawon-Watthu-Gebäude (der ehemaligen Nationalbibliothek) eingerichtet.

## Sonstiges
Paul Lincke widmete Tschulalongkorn König von Siam (sic!) anlässlich dessen Aufenthaltes in Berlin sein Charakterstück Siamesische Wachtparade.
Am 24. Oktober 2022 gab es eine Zeremonie zum Gedenken an König Chulalongkorn in Bad Homburg.